# Josef Wageck
Josef Wageck (auch Joseph Wageck; * 17. Juni 1905 in Mühlheim an der Eis; † 25. Juni 1985 in Wiesbaden) war ein deutscher Schauspieler und Hörspielsprecher.

## Leben und Wirken
Josef Wageck, als Sohn des Zimmermanns Joseph Wageck und dessen Frau Elisabeth, geb. Jutzi, in Mühlheim an der Eis geboren, besuchte von 1916 bis 1922 das humanistische Gymnasium in Ludwigshafen am Rhein. Danach arbeitete er bis 1933 im familiären Hotel- und Restaurantbetrieb mit und war zeitweise Werbeleiter einer chemischen Fabrik, ehe er in den Jahren 1936 und 1937 seine künstlerische Ausbildung an der Städtischen Hochschule für Musik und Theater Mannheim erhielt. Im Sommer 1937 gastierte er noch während seiner Ausbildung auf der Freilichtbühne Hardenburg als Deidesheimer Bürgermeister in dem Volksstück Der Kurfürst führt den Bock von Heinz Lorenz-Lambrecht. Im September 1937 spielte er in einer Studienaufführung der Schauspielschule Mannheim den Wirt im Lustspiel Die Mitschuldigen.
Zur Spielzeit 1937/38 wurde Wageck als Charakterkomiker an das Stadttheater Eisenach engagiert. Im Sommer 1939 war er bei den „Freilichtspielen Gelnhausen“ engagiert. Im Juli 1939 gastierte er bei den „Hutten-Festspielen“ auf der Steckelburg. Es folgte ein Engagement am Stadttheater Harburg, an dem er im Oktober 1939 den Wagner im Urfaust spielte. Zur Spielzeiteröffnung 1939/40 wirkte er am Stadttheater Harburg in dem Lustspiel Seltsamer 5-Uhr-Tee von Fritz Koselka mit. Außerdem wirkte er in der Spielzeit 1939/40 als Glaser Steffen im Weihnachtsmärchen Rübezahl mit. Ab Januar 1940 spielte Wageck am Harburger Theater den Regierungsrat Alfred Hintze in dem Lustspiel Die vier Gesellen. In der Spielzeit 1939/40 wirkte er am Stadttheater Harburg außerdem in der antisemitischen NS-Propaganda-Komödie Rothschild siegt bei Waterloo von Eberhard Wolfgang Möller mit. Zum Ende der Spielzeit 1939/40 war Wageck am Stadttheater Harburg in der Erstaufführung des zeitgenössischen Lustspiels Das Ferienkind von Emmerich Ruß als „energischer, tonangebender“ Familienvater Kleinkemm zu sehen.
1941 gastierte er am Badischen Staatstheater Karlsruhe als einfacher, tiefgläubiger Bauer Peter Meditsch in dem Schauspiel Der Leutnant Vary von Walter Erich Schäfer. 1944 wirkte er am „Oberschlesischen Schauspiel“ (Theater der Stadt Gleiwitz) in der Uraufführung des Kriminalstücks Der fremde Gast von Gerhard Metzner mit. Kurz vor der kriegsbedingten Schließung aller reichsdeutschen Bühnen im Sommer 1944 wurde er noch ans Stadttheater Stettin engagiert.
Nach dem Zweiten Weltkrieg setzte Wageck seine Theaterkarriere fort, vornehmlich nun an Bühnen im Rhein-Main-Gebiet. In der Spielzeit 1947/48 war Josef Wageck am Staatstheater Wiesbaden engagiert. In der Spielzeit 1948/49 wurde er bei der Genossenschaft Deutscher Bühnen-Angehöriger als Schauspieler und Sänger ohne festes Engagement geführt. Auch für die Spielzeit 1949/50 lässt sich kein Engagement Wagecks nachweisen; die Genossenschaft Deutscher Bühnen-Angehöriger vermerkt im Deutschen Bühnenjahrbuch bei Wageck nur: „Nicht engagiert, aber dem...[GDBA-]...Ortsverband angeschlossen.“
Ab Anfang der 1950er Jahre spielte Wageck langjährig an Frankfurter Bühnen. In der Spielzeit 1950/51 war er am „Theater am Roßmarkt“ engagiert. In der Spielzeit 1951/52 gehörte er neben Liesel Christ, Martha Marbo und Egon Zehlen zum Ensemble der „Hessischen Volksbühne“.
Ab der Spielzeit 1952/53 trat er bis zum Ende der Spielzeit 1963/64 mit nur kurzen Unterbrechungen über 10 Jahre am 1947 von Fritz Rémond junior gegründeten „Kleinen Theater im Zoo“ auf. Im Juli 1954 spielte er in einer Fernsehübertragung des Hessischen Rundfunks aus dem „Kleinen Theater im Zoo“ in der Komödie Spiel im Schloß von Franz Molnar, bei der Senta Wengraf, Otto Stern, Götz von Langheim und Ralf Wolter seine Partner waren. Im August 1955 spielte er bei einem Gastspiel des „Kleinen Theaters im Zoo“ im Funkhaus des Hessischen Rundfunks den Johann in der Groteske Der Hund im Hirn von Curt Goetz, u. a. mit Giselle Vesco als Partnerin. Am „Kleinen Theater im Zoo“ trat Wageck mit Inge Langen, Fritz Rémond junior und Götz von Langheim auch in Schillers Trauerspiel Kabale und Liebe auf.
In der Spielzeit 1955/56 war er in Frankfurt am Main am „Theater am Roßmarkt“ und am „Intimen Theater“ verpflichtet. In der Spielzeit 1959/60 gastierte er am Schauspiel Frankfurt neben Emil Lohkamp, Peter Fricke, Elisabeth Wiedemann und Else Knott unter der Regie von Benno Besson in dessen Inszenierung der Komödie Die edlen Herren aus Verona von William Shakespeare (Neuübersetzung: Elisabeth Hauptmann).
Ab der Spielzeit 1964/65 gehörte Wageck bis 1970 fest zum Schauspielensemble der Städtischen Bühnen Frankfurt. 1970 trat Wageck bei den Bad Hersfelder Festspielen auf. In der Spielzeit 1970/71 war er als Gast weiterhin an den Städtischen Bühnen Frankfurt verpflichtet. 1971 spielte Wageck in der Eröffnungsvorstellung des neu gegründeten Frankfurter Volkstheaters an der Seite von Liesel Christ die Titelrolle des Bürgerkapitäns in dem Theaterstück Der alte Bürgerkapitän von Carl Malß. Ab der Spielzeit 1971/72 gehörte Wageck für zwei Spielzeiten zum Ensemble des Frankfurter Volkstheaters. In den Spielzeiten 1974/75 und 1975/76 war er wieder am „Kleinen Theater im Zoo“ verpflichtet. In der Spielzeit 1975/76 gastierte er auch an den „Mainzer Kammerspielen“.
Wageck spielte ab den 1950er Jahren einige Rollen in Kinofilmen. Auch war er in Österreich und Deutschland in einigen Fernsehproduktionen zu sehen. Als seinen ersten Filmauftritt führt die Filmdatenbank IMDb das Kriminaldrama Das letzte Rezept aus dem Jahr 1952, einen Film mit O. W. Fischer in der Hauptrolle, in dem Wageck unter der Regie von Rolf Hansen in einer Nebenrolle mitwirkte. Ferner stand er unter anderem in dem Kriminalfilm Staatsanwältin Corda (1953) vor der Kamera.
Wageck verkörperte in den 1960er Jahren in der TV-Serie Die Firma Hesselbach die durchgehende Serienrolle des Hausmeisters Ballmann. Wageck hatte bereits 1956 in dem Kinofilm Herr Hesselbach und die Firma ebenfalls einen Hausmeister gespielt; dieser hatte jedoch den Namen Fuchslocher.
In den 1960er Jahren war er beim Fernsehen mehrfach in Theaterrollen zu sehen, so 1960 in einer kleinen Rolle in der Fernsehfassung des Dramas Die Irre von Chaillot, einer Aufzeichnung aus dem Berliner Schillertheater (Premiere: 1959), wo er unter der Regie von Harry Buckwitz auftrat. 1968 spielte er in einer Fernsehfassung des Theaterstücks Schinderhannes von Carl Zuckmayer mit. 1970 wirkte er unter der Regie von Peter Beauvais in dem Fernsehspiel Trauer muss Elektra tragen, einer Bearbeitung des Theaterstücks von Eugene O’Neill für das Fernsehen, mit.
Wageck war auch Sprecher für Hörspiele. Er übernahm unter anderem Rollen in den Karl-May-Hörspielen Der Schatz im Silbersee und Winnetou II. Ferner hatte er in den 1960er Jahren mehrere Auftritte in der ARD-Samstagabendshow Einer wird gewinnen.
Von 1943 bis zu seinem Tod war Wageck mit Helene „Leni“ Malchow verheiratet. Er starb 1985 in Wiesbaden.

## Filmografie (Auswahl)
- 1952: Das letzte Rezept
- 1953: Staatsanwältin Corda
- 1954: Spiel im Schloß (Fernsehfilm)
- 1954: Nicht zuhören, meine Damen! (Theateraufzeichnung)
- 1955: Der Hund im Hirn (Fernsehfilm)
- 1956: Schiffchen zu 100 Francs (Fernsehfilm)
- 1956: Küß mich noch einmal
- 1956: Herr Hesselbach und die Firma
- 1958: Der Datterich (Fernsehfilm)
- 1959: Kopfgeld (Fernsehfilm)
- 1960: Am grünen Strand der Spree; Teil 2: Der General
- 1960: Die Irre von Chaillot (Theateraufzeichnung)
- 1960–1961: Die Firma Hesselbach
- 1968: Schinderhannes (Fernsehfilm)
- 1968: Graf Öderland (Fernsehfilm)
- 1970: Trauer muß Elektra tragen (Fernsehspiel)
- 1973: Unser Dorf (Fernsehserie)
- 1974: Zwischen den Flügen (Fernsehserie, Folge 1x10 Ein großer Sieg)

## Hörspiele
- 1953: Stimmen der Stadt – Regie: Theodor Steiner
- 1953: Mein Sohn Matteo – Regie: Theodor Steiner
- 1954: Im Auftrag Gottes – Regie: Theodor Steiner
- 1954: Großer Ring mit Außenschleife (von Heinz Oskar Wuttig) – Regie: Hanns-Ludwig Wiechmann
- 1954: Der sterbende Mandarin – Regie: Theodor Steiner
- 1954: Prokurist a. D. Hesselbach, Büro für Lebensberatung (von und mit Wolf Schmidt) – Regie: Otto Stadler
- 1955: Anna Sophie Hedwig – Regie: Ulrich Lauterbach
- 1955/56: Hesselbach GmbH (von Wolf Schmidt) – Regie: Karlheinz Schilling
- 1956: Wenn sich die Türen schließen – Regie: Theodor Steiner
- 1961: Der Theaterdirektor und der Weltfrieden – Regie: Ulrich Lauterbach
- 1961: Ein arrivierter Mann – Regie: Theodor Steiner
- 1962: Die Schlacht bei Petritsch fand nicht statt – Regie: Julius Filip
- 1962: Leben und Taten des scharfsinnigen Edlen Don Quijote von La Mancha – Regie: Ulrich Lauterbach
- 1962–1964: Bei uns daheim – Autor und Regie: Robert Stromberger
- 1975: Dornröschen – Autor und Regie: Jörg Franz